# Nothrus quadripilus
Nothrus quadripilus är en kvalsterart som beskrevs av Ewing 1909. Nothrus quadripilus ingår i släktet Nothrus och familjen Nothridae. Inga underarter finns listade i Catalogue of Life.